# Labé (regio)
Labé is een van de acht regio's van Guinee. De regio is gelegen in het centraalnoorden van het land en heeft een oppervlakte van ongeveer 24.000 vierkante kilometer. In 1998 werd het aantal inwoners geschat op ruim 800.000.

## Grenzen
De regio Labé deelt een grens met twee buurlanden van Guinee:
- De regio Tambacounda van Senegal in het noorden.
- De regio Kayes van Mali in het noordoosten.

Overig vormt Labé grenzen met vier andere regio's:
- Faranah in het oosten.
- Mamou in het zuiden.
- Kort met Kindia in het zuidwesten.
- Boké in het westen.

## Prefecturen
De regio is verder onderverdeeld in vijf prefecturen:
- Koubia
- Labé
- Lélouma
- Mali
- Tougué

Boké · Conakry · Faranah · Kankan · Kindia · Labé · Mamou · Nzérékoré